# Conseil démocratique révolutionnaire
Der Conseil démocratique révolutionnaire (arabisch المجلس الديموقراطي الثوري بتشاد, dt.: Demokratischer Revolutionsrat, en.: Democratic Revolutionary Council, CDR) war eine Faction der FROLINAT im Libysch-Tschadischen Grenzkrieg. Der Revolutionsrat wurde von Ahmat Acyl im Tschad in Nachfolge der Volcan Army gegründet. Später wurde Acheikh Ibn-Oumar der Anführer und die Gruppe oft als New Volcan Army bezeichnet. Der politische Hintergrund der Gruppe war islamisch-sozialistisch, arabisch-nationalistisch und frankophob. Als Partei wurde die Gruppierung von den aufeinanderfolgenden Regierungen im Tschad verfolgt und war eine der bedeutendsten Oppositionsbewegungen, die gegen das Déby-Regime kämpften. Aus der Gruppierung heraus wurde die Union des forces pour la démocratie et le développement (UFDD) unter der Führung von General Mahamat Nouri gegründet und später die UFDDF von Abdel Wahid Aboud. Der Demokratische Revolutionsrat gehörte auch 2008 zur Union der Widerstandskräfte (UFR).